# Куксарой
Куксаро́й (узб. Koʼksaroy) или Куксара́й (букв. Зелёный дворец) — действующая государственная резиденция, жилье (дворец) для Президента Республики Узбекистан, включающая в себя большую озеленённую территорию с комплексом зданий. Находится в паре километрах к северо-востоку от Мирзо-Улугбекского района Ташкента, в посёлке Дурме́нь (или Дурма́н — от узб. Doʼrmon / Дўрмон) Кибрайского района Ташкентской области. 
Названо в честь Куксара́я — не сохранившегося до наших дней дворца Амира Тимура (Тамерлана) в столице своей империи — Самарканде (ныне Узбекистан). С тюркского языка переводится как Голубой дворец.
Является одним из самых защищенных и охраняемых мест в Узбекистане — здание и прилегающую территорию круглосуточно и жёстко охраняют президентская охрана в лице хорошо вооружённых военнослужащих Государственной службы безопасности Президента Республики Узбекистан, а также сотрудники и агенты Службы государственной безопасности Республики Узбекистан, сотрудники Министерства внутренних дел Республики Узбекистан и войска Национальной гвардии Республики Узбекистан.
Был построен в 1990-е годы первым президентом Узбекистана Исламом Каримовым как дополнительная резиденция к своей основной резиденции Оксарой. В эпоху президентства Ислама Каримова президент Узбекистана принимал во дворце Куксарой лидеров иностранных государств и других иностранных гостей, проводил во дворе дворца торжественные приёмы лидеров государств. После смерти Ислама Каримова дворец Оксарой и прилегающая территория превращены в музей как «Научно-просветительский комплекс Ислама Каримова».

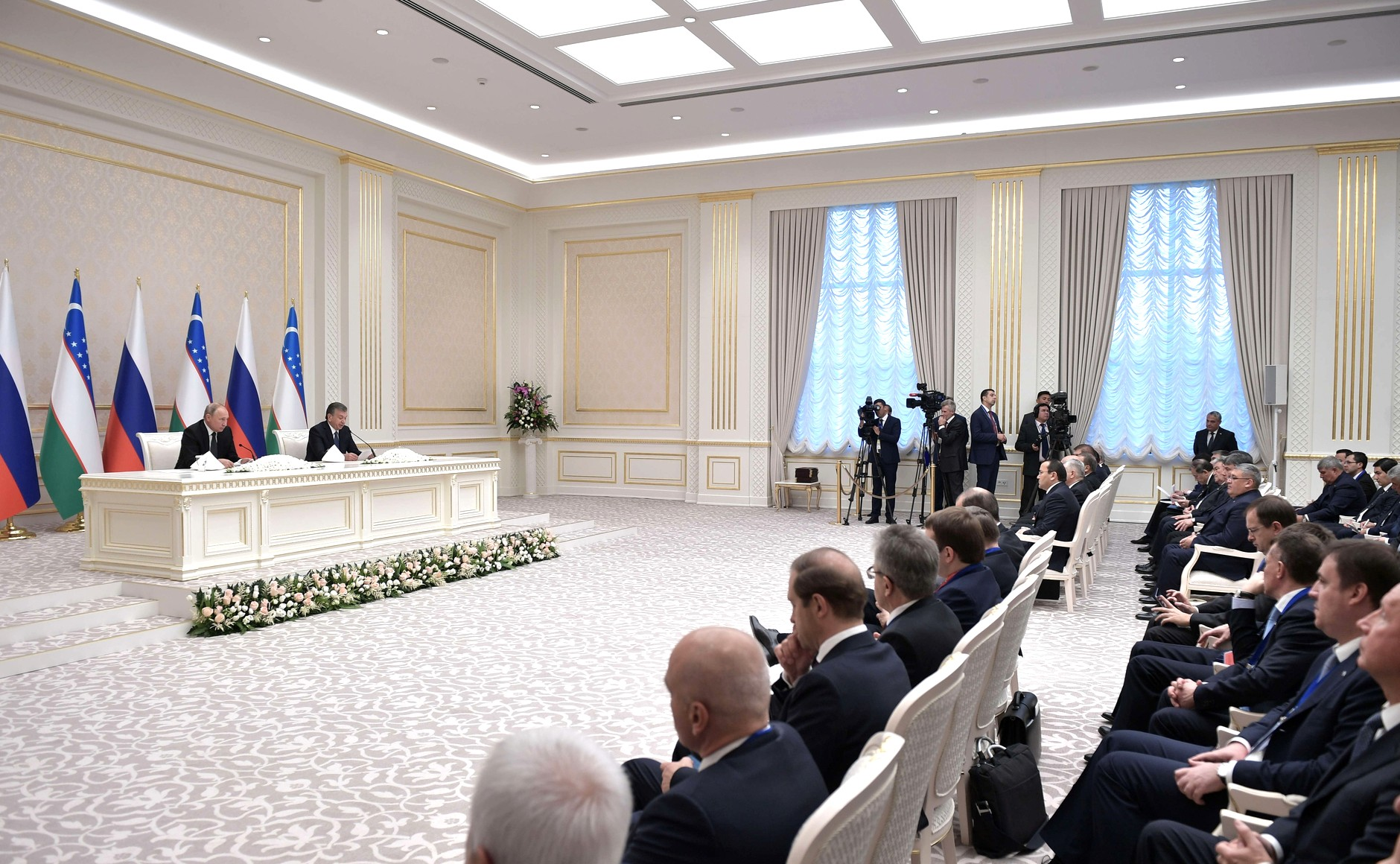
Один из залов дворца Куксарай

Президент Узбекистана Шавкат Мирзиёев сначала временно переехал в здание Сената Олий Мажлиса Республики Узбекистан, затем выбрал в качестве основной рабочей резиденции именно дворец Куксарой, где также принимает лидеров иностранных государств и гостей.